# ラフ×ラフ

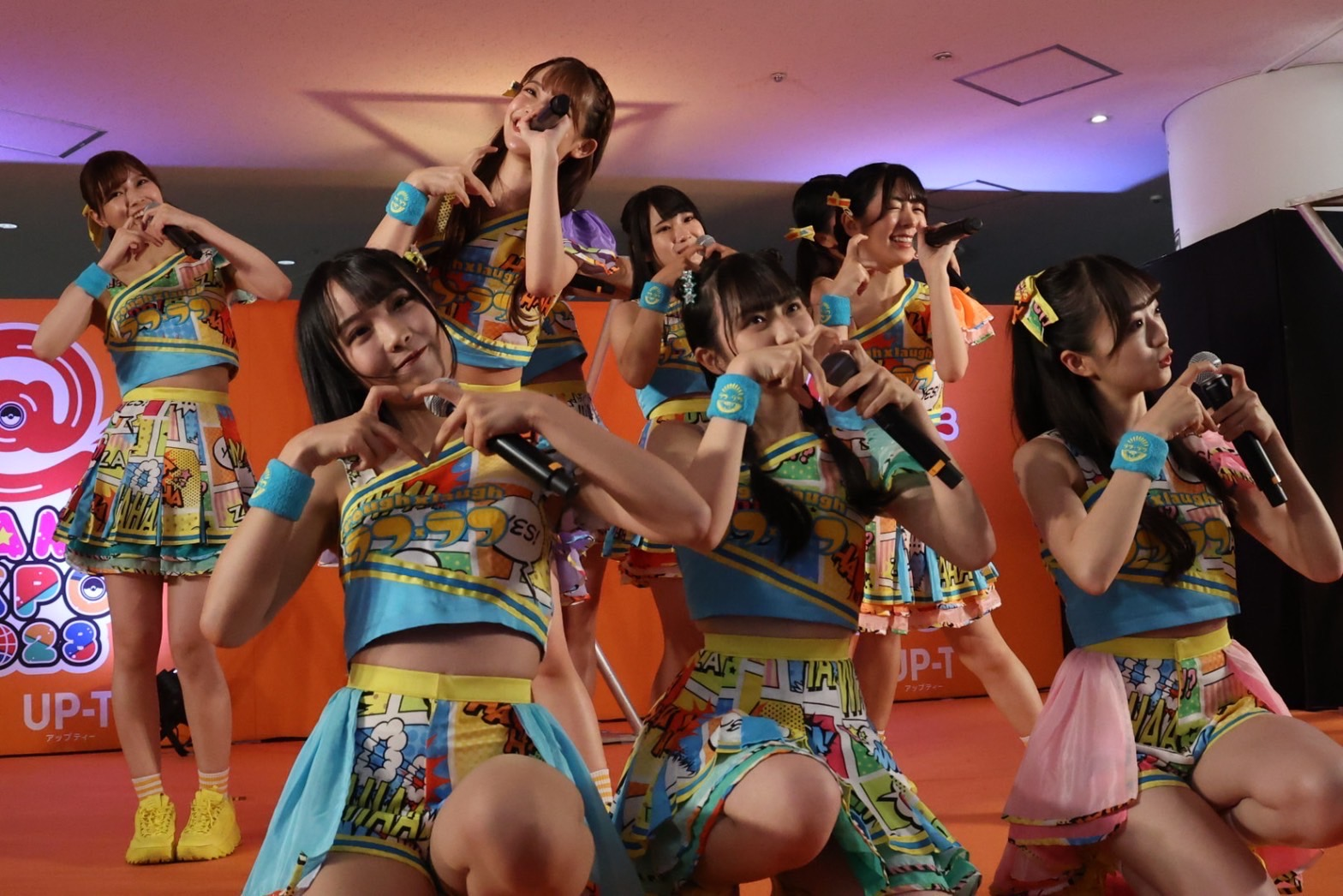
横浜アリーナ @JAM EXPO（2023年）にて

ラフ×ラフ（Rough×Laugh）は、日本の8人組女性アイドルグループである。テレビ東京元社員で、バラエティ番組を多く手がけてきた佐久間宣行が総合プロデュースを務める。「公式お兄ちゃん」は東京ホテイソン。
2022年8月から9月にわたって開催された「佐久間Pアイドルプロデュースプロジェクト」のオーディションに合格した9人（林未梨は2024年2月29日に活動終了し現在は8名）で結成された。グループ名は12月8日に発表された。「ラフ×ラフ」の由来は、粗削りという意味の「ラフ」(Rough)と笑いの「ラフ」(Laugh)を合わせたものである。
「大喜利もできるバラエティーアイドル」を目指しており、実際にオーディション段階から歌やダンスだけでなく大喜利などバラエティーのセンスに関する審査も設けられていた。活動開始直後の2023年2月には、オールナイトニッポンの冠ラジオ番組『ラフ×ラフのオールナイトニッポン0(ZERO)』のパーソナリティを務めるなど「異例の抜擢」を受けている。

## オーディションの経緯
佐久間が手掛けたテレビ番組『青春高校3年C組』の放映終了をうけて、この番組のアイドル部メンバーだった齋藤有紗、日比野芽奈ら5人から、もう一度アイドルをやりたいのでプロデュースしてほしいと佐久間に依頼したことからプロジェクトがスタートした。
もともと佐久間は、コロナ禍の影響があったとはいえ、番組終了せざるを得なかったことに自身の責任を感じつつも、彼女たちからの依頼にはプロとしてのモチベーションを感じていなかった。しかし自分が手を差し伸べなければ、5人がタレントとしては路頭に迷うことになると考えた佐久間は、周囲の放送作家に相談して、5人を試すためのオーディションの開催を決意した。

## 年譜

### 2021年
- 『青春高校3年C組』（テレビ東京）が4月1日の最終回SPをもって終了。

### 2022年
- 6月7日から「佐久間Pアイドルプロデュースプロジェクト」の模様を「NOBROCKドキュメント」として配信開始[7]。7月1日にオーディション開催が公式にアナウンスされた[8]。
- 9月25日、オーディションを経て齋藤、日比野を含む9人の合格メンバーが発表[3]。
- 12月8日、グループの名称がラフ×ラフ（英語表記：Rough×Laugh）に決定。YouTubeチャンネル「NOBROCKドキュメント」を「ラフ×ラフ 公式YouTubeチャンネル」と改題し、バラエティ番組の配信を開始[4]。

### 2023年
- 3月9日（佐久間の日）、デビュー曲「100億点」が配信スタート[9]。同日、池袋サンシャインシティ噴水広場にてデビューイベントを開催[2][10]。
- 3月29日、2nd配信シングル「ワタシイロ光る」配信スタート[11]。
- 4月8日、ラフ×ラフ公式YouTubeチャンネルにて「100億点」のMVが公開。
- 4月14日、3rd配信シングル「laughing!」配信スタート。
- 4月16日、ラフxラフ 1stワンマンライブ開催（池袋harevutai、昼夜二回公演）[12]。
- 4月23日、「Smile ＆ Green やっと会えたね ニッポン放送 ラジオパーク in 日比谷 2023」（ニッポン放送）に出演しライブを披露[13]。「オレたちゴチャ・まぜっ！～集まれヤンヤン～」（MBSラジオ）に日比野芽奈がヤンヤンガールズ15期生として出演開始。
- 5月6日、「歌舞伎町UP GATE↑↑」に出演（新宿ロフト他）。※初の都市型サーキットフェス出演。
- 6月17日、「mini TIF vol.87」に出演（GARDEN新木場FACTORY）。※初の対バンライブ出演、齋藤有紗は舞台出演のため欠席。
- 6月17-25日、齋藤有紗が東京・俳優座劇場での舞台『シベリア少女鉄道 vol.36「当然の結末」』に出演[14][15]。
- 6月28日、4th配信シングル「9revenge」配信スタート[16]。
- 7月2日、「超NATSUZOME2023」に出演（幕張海浜公園Gブロック）※初のアイドルフェス出演。
- 7月7日、5th配信シングル「ちょっと闇落ち」配信スタート[17]。
- 7月9日、「IDOL GALAXY」に出演（Lives NAGOYA/Maker's Pier内野外ステージ）。※ラフ×ラフとして初めての地方遠征。
- 8月2日、6th配信シングル「サバ☆サマ！」配信スタート[18]。
- 8月4-6日、世界最大のアイドルフェス「TOKYO IDOL FESTIVAL 2023 (TIF2023) 」がお台場で開催され、初参加ながら全3日間に渡り3ステージ（DREAM FACTORY、SMILE GARDEN、FESTIVAL STAGE）と各種関連イベントに出演[19]。
- 8月7日、「IDOL RUNWAY COLLECTION Supported by TGC」（国立代々木競技場第二体育館）に出演しライブを披露。夏目涼風、永松波留、日比野芽奈はランウェイにも登場。
- 8月11日、ラフ×ラフ 夏のワンマンライブ「9revengeリリースライブ～9人をもっと知ろう～」＜昼公演＞、「ラフ×ラフ サマーリベンジ2023～真夏の大逆転祭り～」＜夜公演＞を開催（品川インターシティーホール）[20][21]。
- 8月20日、「お台場冒険王2023 SUMMER SPLASH! TIF presents アイドルステージ」に出演。
- 9月24日、「OKINAWA COLLECTION 2023（オキコレ 23）」に夏目涼風が出演。
- 10月6日、12月24日のTFTホールでの3rdワンマンライブに向けたプロモーション企画「ラフ×ラフ“佐久間ダンス武道館への道”強化月間」を始動[22]。第一弾としてラフ×ラフ公式YouTubeチャンネルにて「Re:myself」のMVを公開。
- 10月8日、J2 FC町田ゼルビアの試合前イベントに出演しライブを披露[23]。
- 10月20日、ラフ×ラフ公式YouTubeチャンネルにて「ワタシイロ光る」のMVが公開。
- 10月21日、吉村萌南が「横浜LOVEアイドル2023」として横浜市役所で開催された「わくわく！こどもデーin横浜北仲フェス」に出演。神奈川県警から防犯大使に任命され「吉村萌南による子供安全教室」を実施[24]。
- 10月25日、『佐久間宣行のNOBROCK TV』「【恐怖】NMB48渋谷凪咲が裏ではお笑いにストイックすぎて、後輩にも面白い回答を強要する大喜利モンスターだったら？」に日比野芽奈、夏目涼風が出演。
- 11月2日、「アイドル歌会@紅葉狩りスペシャル」（Theater Mixa）に齋藤有紗が出演し、歌人の俵万智と共演。
- 11月7日、藤崎未来が主演を務めたボイスコミック「ひかるイン・ザ・ライト」の完成試写会＆舞台挨拶が池袋アニメイトシアターで開催。
- 11月8日、7th配信シングル「恋って線香花火みたい 〜ニセ取材に本気で答えた恋の歌～」配信スタート[25]。
- 11月10日、ラフ×ラフ公式YouTubeチャンネルにて「ラズベリーサイダー」のMVが公開。
- 11月15日、ラフ×ラフ公式YouTubeチャンネルにて「考える時間をください」のMVが公開[26]。
- 11月22日、8th配信シングル「考える時間をください」配信スタート。
- 12月13日、林未梨が学業に専念するため12月17日以降の活動を休止することを発表[27]。
- 12月18日、『プレミアMelodiX!』（テレビ東京）に出演し「考える時間をください」を披露（地上波音楽番組初出演）。
- 12月24日、初のファンクラブ限定イベント「クリぼっちとは言わせない！クリスマスパーティー♪」を開催（TFTホール300）、ラフ×ラフ 3rdワンマンライブ「クリぼっち大リベンジ祭り」を開催（TFTホール1000）[28][29]。

### 2024年
- 1月12日、「オールナイトフジコ」（フジテレビ）に出演し「考える時間をください」を披露。
- 1月13日、佐々木、高梨、永松、夏目、藤崎、吉村の個人TikTokアカウントが開設（日比野と齋藤はすでに開設済）
- 1月26日、ラジオ特番『明治 presents お疲れ様です！ラフ×ラフのチョコっとひと息』（ニッポン放送）に出演
- 2月3日、林未梨が2月29日をもってグループでの活動を終了することを発表[30][31]。
- 2月29日、林未梨が活動を終了。
- 3月1日、ラフ×ラフ公式YouTubeチャンネルにて「クライアント」のMVが公開[32]。
- 3月9日、ラフ×ラフ 4thワンマンライブ「ラフ×ラフ 1st Anniversary LIVE 〜わたしアイドルになりたい〜」（GARDEN 新木場 FACTORY）を開催[33][34]。
- 3月20日、「KANSAI COLLECTION 2024 S/S」（京セラドーム大阪）のUP-Tステージにランウェイモデルとして永松波留が出演[35]。
- 3月24日、9th配信シングル「クライアント」配信スタート。
- 4月3日、初のレギュラーラジオ番組「昭和探求バラエティ 日本直販プレゼンツ ラフ×ラフ族」（ラジオ大阪）放送開始[36]。
- 4月20日、「オレたちゴチャ・まぜっ！～集まれヤンヤン～」（MBSラジオ）に永松波留がヤンヤンガールズ16期生として出演開始。
- 5月1日、3月1日に公開された「クライアント」MVが30万回再生を突破。
- 5月10日、藤崎未来がSHOWROOMまいにち配信100日を達成
- 5月17日、「オールナイトフジコ」（フジテレビ）に生出演し「クライアント」を披露。
- 6月1日、「ファンクラブ会員限定 完全無料招待イベント『※ドリンク代だけ頂戴ね！ラフ×ラフの無料・有料会員全員集合LIVE!! 〜メンバーからみなさんに聞きたい事があるのだ！〜』」（SUPERNOVA Kawasaki.）を開催。
- 6月9日、ラフ×ラフ公式YouTubeチャンネルにて「パッパッ」のMVが公開。
- 6月11日、「イマドキッ ドゥフドゥフナイト パート１」（MBSラジオ）に日比野芽奈がレギュラー出演開始。
- 6月16日、「父の日」に10th配信シングル「パッパッ」配信スタート。
- 6月17日、テレビ朝日公式チャンネル「動画、はじめてみました」の『まいにち大喜利』にラフ×ラフが出演
- 7月7日、「超NATSUZOME 2024」（幕張海浜公園Gブロック）に出演。
- 7月27日、「六本木アイドルフェスティバル2024」（六本木ヒルズアリーナ）に出演[37]。
- 8月2-4日、「TOKYO IDOL FESTIVAL 2024 (TIF2024) 」がお台場で開催され、全3日間に渡り5ステージ（DOLL FACTORY、浮島STAGE、SKY STAGE、SMILE GARDEN、HEAT GARAGE）及び各種関連イベントに出演[38]。日比野芽奈はTIF2024 PR大使としても活躍[39]。
- 8月23日、11th配信シングル「かわいいスイッチ」配信スタート[40]。
- 8月24日、「miniちかっぱ祭ver.13.0inOSAKA」に出演　※初の大阪遠征。
- 8月31日、台風10号の影響により「ラフ×ラフ主催 対バンイベント2024夏の陣 メンバー争奪LIVE（ゲスト：Appare!）」（SUPERNOVA Kawasaki）の開催が中止。
- 9月7-8日、「UP-T presents かがやきフェス2024」に出演。　※初の石川遠征
- 9月14-16日、「@ JAM EXPO 2024 supported by UP-T」(横浜アリーナ）に出演。
- 10月14日、「ラフ×ラフ主催対バンイベント 2024秋の陣 メンバー争奪LIVE（ゲスト：ドラマチックレコード）」（SUPERNOVA Kawasaki）を開催[41]
- 11月9日、サガン鳥栖vs横浜F・マリノス戦『日本直販SPECIAL DAY!! Presented by GIGWorks』（駅前不動産スタジアム）に参加[42]。
- 11月29日、「オールナイトフジコ」（フジテレビ）に生出演し「超めっちゃ”キュン”でしょ？」を披露。
- 12月6日、12th配信シングル「超めっちゃ”キュン”でしょ？」配信スタート[43]。
- 12月7日、「ラフ×ラフ主催対バンイベント 2024冬の陣〜メンバー争奪LIVE〜（ゲスト：かすみ草とステラ）」（SUPERNOVA Kawasaki）を開催[44][45]
- 12月15日、「UP-T FESTIVAL SUPER 2024」（SHINAGAWA STELLAR BALL）に出演し初めてトリを飾る

### 2025年
- 2月7-10日、北海道（札幌）に初遠征し、「HBCアイドル祭り2025」「mini TIF in HOKKAIDO」に出演の他、現地メディアにも多数出演。※日比野芽奈は体調不良により帯同せず
- 2月17日、「ラフ×ラフpresents『アイドル天下一大喜利武道会』」（ヒューリックホール東京）を開催。[46][47]
- 3月9日、「ラフ×ラフ2nd Anniversary LIVE AKO〜あかるくカワイく面白く！〜」（品川インターシティホール）開催[48][49]
- 3月29日、13th配信シングル「君ときゅんと♡」配信スタート[50]。
- 4月1日、齋藤有紗がXアカウントの名前を「本物のカマキリ」に変更。エイプリルフールのネタだったがエラーで戻せなくなり翌日以降も数日間「本物のカマキリ」として活動することになる[51]。
- 4月20日、「オレたちゴチャ・まぜっ！～集まれヤンヤン～」（MBSラジオ）に夏目涼風がヤンヤンガールズ17期生として出演開始。
- 4月26日、大阪・関西万博「ジャパン エクスポ パリ イン 大阪」（EXPOメッセ「WASSE」）に出演
- 4月30日、『UP-T 新CM発表会見』にAKB48、SKE48、NMB48らと参加。CM放映権を掛けてじゃんけんによるトーナメント戦を行った。各グループからは千葉恵里(AKB48)、熊崎晴香(SKE48)、塩月希依音(NMB48)、日比野芽奈(ラフ×ラフ)が参戦した。結果、1回戦で熊崎、2回戦で千葉を破り日比野が優勝した[52]。
- 5月18日、「ラフ×ラフ主催対バンイベント 2025春の陣〜メンバー争奪LIVE〜（ゲスト：UtaGe!）」（SUPERNOVA Kawasaki）を開催[53][54]
- 6月22日、「YATSUI FESTIVAL! 2025」に出演。カンテレ・フジテレビ系全国ネット「R-1王者友田オレ特番 歌い続けて42年風間和彦1時間SP」に出演[55]。
- 7月5日、「超NATSUZOME 2024」（幕張海浜公園Gブロック）に出演。
- 7月12日、14th配信シングル「夏の覚悟を今決めろ！」配信スタート。

## メンバー
| 名前       | よみ            | 愛称       | 生年月日               | メンバーカラー     | 出身地            | 血液型 | 身長   | 備考                                         |
| ---------- | --------------- | ---------- | ---------------------- | ------------------ | ----------------- | ------ | ------ | -------------------------------------------- |
| 齋藤有紗   | さいとう ありさ | ありさ     | 2001年3月29日（24歳）  | パープル           | 千葉県            | B型    | 163 cm | リーダー、元青春高校3年C組、元本物のカマキリ |
| 佐々木楓菜 | ささき ふうな   | ふーちゃん | 2005年6月24日（20歳）  | ホワイト           | 神奈川県          | A型    | 165 cm | 日本グミ協会 名誉会員                        |
| 高梨結     | たかなし ゆい   | ゆいゆい   | 2001年7月19日（24歳）  | グリーン           | 千葉県            | A型    | 163 cm | ファイナンシャルプランナー（FP）2級          |
| 永松波留   | ながまつ はる   | はるるん   | 2006年2月12日（19歳）  | エメラルドグリーン | 福岡県            | B型    | 159 cm |                                              |
| 夏目涼風   | なつめ りょうか | りょーか   | 2005年5月19日（20歳）  | パステルブルー     | 埼玉県            | O型    | 162 cm | ヤンヤンガールズ17期メンバー                 |
| 日比野芽奈 | ひびの めいな   | めーな     | 2001年6月27日（24歳）  | ピンク             | 神奈川県          | B型    | 156 cm | 元みにちあ☆ベアーズ、元青春高校3年C組        |
| 藤崎未来   | ふじさき みく   | みくちゃん | 2005年11月14日（19歳） | ブルー             | フィリピン 千葉県 | B型    | 157 cm |                                              |
| 吉村萌南   | よしむら もなみ | もなみん   | 2002年5月16日（23歳）  | オレンジ           | 神奈川県          | A型    | 150 cm | 横浜LOVEアイドル2023                         |

### 旧メンバー
| 名前   | よみ        | 愛称     | 生年月日              | メンバーカラー | 出身地 | 血液型 | 身長   | 備考                    |
| ------ | ----------- | -------- | --------------------- | -------------- | ------ | ------ | ------ | ----------------------- |
| 林未梨 | はやし みり | みりりん | 2007年1月26日（18歳） | レッド         | 東京都 | O型    | 151 cm | 2024年2月29日に活動終了 |

### オーディション

#### 佐久間Pアイドルプロデュースプロジェクト
- 応募資格：2022年12月31日時点で満16歳から22歳までの日本在住の⼥性。応募締切は2022年7月31日まで。
- 1次審査：書類選考。
- 2次審査：オンライン面接 (2022年8月11日 - 13日)。
- 3次審査：面接 (2022年8月20日 - 22日、東京都内)。合格者15名。
- 最終審査：実技審査(2022年9月3日 - 4日、東京都内)。合格者9名。
  - 佐久間に加えて、プロデュースするか迷った時にアドバイスを求めた吉田豪・竹中夏海[8]、そしてオークラ・夢月（ヘアメイクアップアーティスト）・遠藤舞が審査員、東京ホテイソンがバラエティ性審査のMCとして選考に携わった[56]。
- 最終合格者：結成メンバーとして活動を開始。

### ファンダムネーム

#### ラフり隊
- ラフ×ラフのファンネームはメンバーによるSHOWROOM配信にてファンから募集され、2023年4月16日の「ラフ×ラフ 1stライブ」夜公演において「ラフり隊」となることが正式発表された。「ラフり隊」という名称には、「笑いたい、ペンライトを振りたい、大喜利のお題をフリたい…」など様々な「〇〇したいを叶えたい」という意味が込められている[57]。

## 作品

### 楽曲
| ＃ | 初披露日       | タイトル                                              | 作詞                          | 作曲                                                        | 編曲                       | 振付                  | デジタルリリース                                                                          | 収録 | 備考                                           |
| -- | -------------- | ----------------------------------------------------- | ----------------------------- | ----------------------------------------------------------- | -------------------------- | --------------------- | ----------------------------------------------------------------------------------------- | ---- | ---------------------------------------------- |
| 1  | 2023年3月9日   | 100億点                                               | 佐久間宣行                    | Akira Sunset 野口大志                                       | 野口大志                   | 竹中夏海              | 2023年3月9日 1st Digital Single『100億点』                                                |      |                                                |
| 2  | 2023年3月9日   | ワタシイロ光る                                        | なかじまはじめ                | ふるっぺ（ケラケラ）                                        | ふるっぺ（ケラケラ）       | 上野遥                | 2023年3月29日 2nd Digital Single『ワタシイロ光る』                                        |      |                                                |
| 3  | 2023年4月16日  | laughing!                                             | なかじまはじめ                | ふるっぺ（ケラケラ）                                        | ふるっぺ（ケラケラ）       | NOE                   | 2023年4月14日 3rd Digital Single『laughing!』                                             |      |                                                |
| 4  | 2023年4月16日  | ちょっと闇落ち                                        | オークラ                      | Akira Sunset （THE SIGNALIGHTS） APAZZI （THE SIGNALIGHTS） | APAZZI （THE SIGNALIGHTS） | NOE                   | 2023年7月7日 5th Digital Single『ちょっと闇落ち』                                         |      |                                                |
| 5  | 2023年4月16日  | 考える時間をください                                  | 土屋亮一 （シベリア少女鉄道） | 遠藤ナオキ                                                  | 遠藤ナオキ                 | NOE                   | 2023年11月22日 8th Digital Single『考える時間をください』                                 |      |                                                |
| 6  | 2023年7月2日   | 9revenge                                              | なかじまはじめ                | 高橋浩一郎                                                  | 高橋浩一郎                 | 竹中夏海              | 2023年6月28日 4th Digital Single『9revenge』                                              |      |                                                |
| 7  | 2023年8月5日   | サバ☆サマ！                                           | nozomi*                       | nozomi* Kohei Yamamoto                                      | Kohei Yamamoto             | キドアリサ 城間ツカサ | 2023年8月2日 6th Digital Single『サバ☆サマ！』                                            |      |                                                |
| 8  | 2023年8月11日  | ラズベリーサイダー                                    | 浦島健太                      | 浦島健太 ふるっぺ（ケラケラ）                               | ふるっぺ                   | NOE                   |                                                                                           |      |                                                |
| 9  | 2023年8月11日  | 君がNo.1                                              | 土屋亮一 （シベリア少女鉄道） | 遠藤ナオキ                                                  |                            |                       |                                                                                           |      |                                                |
| 10 | 2023年8月11日  | Re:myself                                             | ラフ×ラフ 美音子              | 高橋浩一郎                                                  | 高橋浩一郎                 | NOE                   |                                                                                           |      |                                                |
| 11 | 2023年12月24日 | 恋って線香花火みたい 〜ニセ取材に本気で答えた恋の歌～ | ラフ×ラフ                     | 遠藤ナオキ                                                  | 遠藤ナオキ                 | NOE                   | 2023年11月8日 7th Digital Single『恋って線香花火みたい 〜ニセ取材に本気で答えた恋の歌～』 |      |                                                |
| 12 | 2023年12月24日 | クライアント                                          | 福田卓也                      | Carlos K. 田中マッシュ                                      | Carlos K. 田中マッシュ     | NOE                   | 2024年3月24日 9th Digital Single『クライアント』                                          |      |                                                |
| 13 | 2024年6月1日   | パッパッ                                              | なかじまはじめ 遠藤ナオキ     | 遠藤ナオキ                                                  | 遠藤ナオキ                 | CRE8BOY               | 2024年6月16日 10th Digital Single『パッパッ』                                             |      |                                                |
| 14 | 2024年8月2日   | かわいいスイッチ                                      | なかじまはじめ                | 藤田卓也                                                    | 藤田卓也                   | Hoodie fam            | 2024年8月23日 11th Digital Single『かわいいスイッチ』                                     |      |                                                |
| 15 | 2024年8月31日  | ドラマみたいに言わなきゃ                              | 土屋亮一 （シベリア少女鉄道） | 遠藤ナオキ                                                  | 遠藤ナオキ                 | NOE                   |                                                                                           |      |                                                |
| 16 | 2024年10月14日 | 超めっちゃ”キュン”でしょ？                            | チバニャン                    | TeddyLoid EMME                                              | TeddyLoid EMME             | 竹中夏海              | 2024年12月6日 12th Digital Single『超めっちゃ”キュン”でしょ？』                           |      | テレビ東京「ゴッドタン」2024年12月度EDテーマ曲 |
| 17 | 2025年3月9日   | 君ときゅんと♡                                         | 佐々木楓菜                    | 佐々木楓菜                                                  | 遠藤ナオキ                 | NOE                   | 2025年3月29日 13th Digital Single『君ときゅんと♡』                                        |      |                                                |
| 18 | 2025年5月18日  | 夏の覚悟を今決めろ！                                  | 友田オレ                      | 本田正樹                                                    | 本田正樹                   | 竹中夏海              | 2025年7月12日 14th Digital Single『夏の覚悟を今決めろ！』EP                               |      |                                                |
| 19 | 2025年7月12日  | カラフルタイム                                        | 佐々木楓菜                    | 佐々木楓菜                                                  | 遠藤ナオキ                 | NOE                   | 2025年7月12日 14th Digital Single『夏の覚悟を今決めろ！』EP                               |      |                                                |
| 20 | 2025年7月21日  | AKO～明るく可愛く面白く～                             | なかじまはじめ                | 鈴木盛広                                                    | 鈴木盛広                   | NOE                   | 2025年7月12日 14th Digital Single『夏の覚悟を今決めろ！』EP                               |      |                                                |

### ミュージックビデオ
| ＃ | 公開日         | タイトル                                                    | 監督                                                                                       |
| -- | -------------- | ----------------------------------------------------------- | ------------------------------------------------------------------------------------------ |
| 1  | 2023年4月8日   | 『100億点』Music Video                                      | 藤井亮                                                                                     |
| 2  | 2023年4月15日  | 『100億点』Music Video（佐久間Pとりあえず消したバージョン） | 藤井亮                                                                                     |
| 3  | 2023年4月27日  | 『100億点』Music Video Dancer Ver.                          | 藤井亮                                                                                     |
| 4  | 2023年10月6日  | 『Re:myself』Music Video                                    | Hajime Nakajima / Seki Watanabe                                                            |
| 5  | 2023年10月20日 | 『ワタシイロ光る』Music Video                               | Hajime Nakajima / Seki Watanabe                                                            |
| 6  | 2023年11月10日 | 『ラズベリーサイダー』Music Video                           | 杉山弘樹                                                                                   |
| 7  | 2023年11月15日 | 『考える時間をください』Music Video                         | ダンス&イメージブロック Shigeru Imamura、大喜利ブロック Hajime Nakajima / Chiaki Gomibuchi |
| 8  | 2024年3月1日   | 『クライアント』Music Video                                 | ZUMI                                                                                       |
| 9  | 2024年6月9日   | 『パッパッ』Music Video                                     | 松田広輝                                                                                   |
| 10 | 2024年12月5日  | 『超めっちゃ"キュン"でしょ？』Music Video                   | 五反田和樹                                                                                 |
| 11 | 2025年2月16日  | 『ワタシイロ光る』Documentary MV                            | 吉村萌南                                                                                   |
| 12 | 2025年5月6日   | 『君ときゅんと♡』Music Video                                | 吉村萌南                                                                                   |
| 13 | 2025年7月11日  | 『夏の覚悟を今決めろ！』Music Video                         |                                                                                            |

## ラフ×ラフ 公式YouTubeチャンネル

### 概要
- 2022年6月7日より「佐久間Pアイドルプロデュースプロジェクト」の模様が「NOBROCKドキュメント」として配信開始。
- 2022年12月8日にグループの名称がラフ×ラフに決定したことに伴い、YouTubeチャンネル「NOBROCKドキュメント」を「ラフ×ラフ 公式YouTubeチャンネル」と改題し、ラフ×ラフによるバラエティ番組やラフ×ラフのアイドルとしての活動を追ったドキュメンタリーの配信を開始した。

### 制作
プロデューサー：佐久間宣行
撮影編集統括：なかじまはじめ

### 主な出演者
ラフ×ラフ、佐久間宣行（プロデューサー兼MC）、東京ホテイソン（MC、公式お兄ちゃん）、なかじまはじめ（ディレクター）、日下部愛菜（マネージャー、元NGT48）、上田（放送作家、公式鬼ぃちゃん）、オークラ（放送作家）、吉田豪（プロインタビュアー）、竹中夏海（振付師）、遠藤舞（ボイストレーナー）、夢月（ヘアメイクアップアーティスト）、その他ゲスト多数

## 昭和探求バラエティ 日本直販プレゼンツ　ラフ×ラフ族
昭和探求バラエティ 日本直販プレゼンツ ラフ×ラフ族のページを参照。

## 出演

### 情報・バラエティ番組
- VSウエストランド（2023年1月21日、ABCテレビ）[58]
- ゴッドタン（2023年1月29日、テレビ東京）※永松・藤崎が出演
- 芸能人ハローワーク～ウチの後輩、大丈夫ですか？～（2023年2月19日、テレビ朝日）※日比野が出演
- ありえへん∞世界（2023年2月28日、テレビ東京）※夏目・林が出演
- 呼び出し先生タナカ（2023年4月24日、フジテレビ）※夏目が出演
- オールナイトフジコ（2023年7月15日、フジテレビ）※齋藤・高梨・日比野・吉村が出演
- プレミアの巣窟（2023年7月30日、フジテレビ）※齋藤・夏目・林・日比野が出演
- 芸能人ハローワーク～ウチの後輩、大丈夫ですか？～（2023年7月30日、テレビ朝日）※日比野が出演
- 土曜はカラフル!!!（2023年8月5日、TOKYO MX）※高梨・夏目が出演
- 芸能人ハローワーク～ウチの後輩、大丈夫ですか？～（2023年9月7日、テレビ朝日）※日比野が出演
- B.B. レアリティ #1 - #18（2023年10月2日 - 2024年2月11日、TOKYO MXなど全国25局）※日比野が出演
- ブレーメンは戦いたい♪（2023年11月10日、BSフジ）※齋藤・高梨・永松・日比野・藤崎が出演
- 有吉弘行と田中将大のドリィィeeeeームマッチ（2023年12月17日、テレビ東京）※日比野・夏目・藤崎が出演
- オールナイトフジコ（2024年1月12日、8月23日、8月30日、フジテレビ）
- 芸能人ハローワーク～ウチの後輩、大丈夫ですか？～（2024年1月28日、テレビ朝日）※日比野が出演
- オールナイトフジコ（2024年5月17日、フジテレビ）
- FC町田ゼルビア応援番組「ゼルつく」（2024年5月20日、ABEMA）※齋藤・日比野・夏目・佐々木が出演
- 全力アピール アダムシアター（2024年7月1-4日、TBSテレビ）
- オールナイトフジコ（お台場冒険王公開収録）（2024年8月23、30日、フジテレビ）
- オールナイトフジコ（2024年11月29日、フジテレビ）
- イチモニ！（2025年2月8日、テレビ朝日系列HTB北海道テレビ放送）
- 芸能人ハローワーク 〜ウチの後輩、大丈夫ですか？〜（2025年2月28日、テレビ朝日）」※日比野が出演
- 夜のブラキタ（2025年3月6日、HBC北海道放送）
- 八千代コースター（2025年5月24日、6月28日、NST新潟総合テレビ）※夏目が出演
- R-1王者友田オレ特番 歌い続けて42年風間和彦1時間（2025年6月22日、SPカンテレ・フジテレビ系全国ネット）

### 音楽番組
- プレミア MelodiX!（2023年12月18日、テレビ東京）
- 音楽マシマシ（2025年3月3日、HBC北海道放送）

### ドラマ
- 何かおかしい2 第11話（2023年6月13日、テレビ東京） - マミの友達役※日比野・吉村が出演

### YouTube
- ラーメンWalker（2023年8月24日配信）-　「ラーメンWalker 北海道 2024」発売記念！日比野芽奈の絶対食べたい北海道ラーメン　※日比野が出演
- 佐久間宣行のNOBROCK TV（2023年10月25日配信）- 【恐怖】NMB48渋谷凪咲が裏ではお笑いにストイックすぎて、後輩にも面白い回答を強要する大喜利モンスターだったら？　※日比野、夏目が出演
- ラーメンWalker（2023年11月24日配信）-　【ラーメンWalker 九州 2024 発売記念】発売直前の九州ラーメン最新ランキングをラフラフの日比野芽奈と大発表　※日比野が出演
- ニッポン放送TV【公式】「明治 presents お疲れ様です！ラフ×ラフの新生活もチョコっとひと息！」(2024年3月19日配信）
- 動画、はじめてみました【テレビ朝日公式】- 「まいにち大喜利」（2024年6月17日、6月24日配信）
- BSノブロック～新橋ヘロヘロ団～（2024年9月16日配信）-【みんなで天一】東京ホテイソン・ラフ×ラフ日比野と一緒に天下一品を食べたらテンションが爆上がりした　※日比野が出演
- 動画、はじめてみました【テレビ朝日公式】- 「まいにち賞レース」（2024年10月9日配信）※高梨が出演
- UHA味覚糖×日本グミ協会 「UHA味覚糖福袋2025　第2弾」 レビューライブ（2024年12月2日配信）※佐々木が出演
- ラーメンWalker（2023年12月10日配信）-　最新のラーメンWalkerグランプリ神奈川の結果速報と日比野芽奈が今年自身の中でバズったラーメンを大発表しちゃいます！　※日比野が出演
- 濱口優と秘密基地（2024年12月24日配信）※日比野、齋藤、夏目、藤崎が出演
- 2025年NOBROCKTV新年会！（2025年1月11日配信）※日比野芽奈が出演
- ラーメンWalker（2025年2月18日配信）-　【超爆食】最強デカ盛りラーメンの洗礼…大食いアイドル日比野芽奈が語る衝撃の結末！【ラーメンのお話…ちょっとウチでしていきません？/// #120】　※日比野が出演
- 動画、はじめてみました【テレビ朝日公式】- 「まいにち賞レース」（2025年4月16日配信）※齋藤が出演

### ラジオ（ゲスト出演、特番）
- ラフ×ラフのオールナイトニッポン0(ZERO)（2023年2月11日、ニッポン放送）[59]
- クリエイターズ・スタジオ with ボカコレ（2023年3月2日、JFN系列）※佐々木・藤崎が出演
- 今夜はLucky Night～さやかマンデー～（2023年3月6日、Lucky FM 茨城放送）※齋藤・高梨が出演
- チュウモリ木曜日・推シマシ（2023年3月16日、CBCラジオ）※高梨・吉村が出演
- 山崎怜奈の誰かに話したかったこと。（2023年3月27日、TOKYO FM）※佐々木・永松・吉村が出演
- もしかしてどぶろっくだけど！？（2023年4月1日、MROラジオ）※日比野・永松が出演
- OH! HAPPY MORNING（2023年4月7日、14日、JFN系列）※齋藤・高梨が出演
- SWEET!!（2023年4月12日、ラジオ日本）※日比野・吉村が出演
- K-MIX GOOD-TIE!（2023年7月18日、K-MIX）※佐々木・夏目が出演
- 東京かわいいステーション（2023年8月13日、20日）※高梨・永松・吉村が出演
- 明治 presents お疲れ様です！ラフ×ラフのチョコっとひと息（2024年1月26日、ニッポン放送）
- 日比野芽奈のゴチャまぜっSP（2024年3月28日、MBSラジオ）※日比野が出演
- SWEET!!（2024年4月17日、ラジオ日本）※日比野・吉村が出演
- GENZ（2024年4月30日、ZIP-FM）※齋藤・永松が出演
- サクラバシ919（2024年5月20日、ラジオ大阪）※夏目・永松が出演
- いとうせいこう× 倉本美津留　ワラボ（2024年6月7日、AuDee）※日比野・夏目が出演
- IMAREAL（2024年7月5日、FM北海道）※高梨・日比野が出演
- MAX&たかし トレンドヴァンパイヤー（2024年7月24日、渋谷クロスFM）※日比野・夏目が出演
- 埼玉 彩響のおもてなし（2024年7月30日、ラジオ日本）※夏目が出演
- OBCグッドアフタヌーン！金曜お昼は、めっちゃ方正！（2024年8月23日、ラジオ大阪）※齋藤・佐々木が出演
- ラフ×ラフのハイかわいい〜！（2024年8月30日、ラジオ大阪）※齋藤・佐々木が出演
- 東進産業プレゼンツ FOLLOW YOUR DREAM（2024年10月8日、15日、ラジオ日本）※高梨・吉村が出演
- IMAREAL（2024年10月25日、11月1日、11月8日、11月15日、FM北海道）
- なえなののブカピなの（2024年11月21日、28日、ABCラジオ）※日比野・夏目が出演
- IMAREAL（2025年1月17日、1月24日、1月31日、2月7日、FM北海道）※2月7日はスタジオ生出演
- RADIO GROOVE（2025年2月13日、FM NORTH WAVE）※高梨・永松が出演
- NORTH STAR ☆ RADIO（2025年2月18日、FM NORTH WAVE）※吉村・夏目が出演
- After Beat（2025年2月20日、HBCラジオ）※高梨・夏目・吉村が出演
- 埼玉 彩響のおもてなし（2025年2月25日、ラジオ日本）※夏目が出演
- アイドルしか勝たん！（2025年2月25日、RNC西日本放送）※日比野が出演
- 音楽マシマシ（2025年3月3日、HBCラジオ）
- タイトル未定の金曜日の予定は未定（2025年3月21日、HBCラジオ）※齋藤・佐々木・永松・藤崎が出演
- 安藤笑のスナック安藤（2025年3月24、31日、FM NACK5）※夏目・佐々木が出演
- ゴチャまぜっSP〜【2部】永松波留やってまーす〜（2025年3月25日、MBSラジオ）※永松が出演
- GIRLS❤︎GIRLS❤︎GIRLS『みんなで超♡まっ茶り公開収録タイム！』（3月31日、FM FUJI）※高梨・永松が出演
- MAX&たかし トレンドヴァンパイヤー（2025年4月9日、渋谷クロスFM）※夏目、佐々木、高梨が出演

### ラジオ（レギュラー出演）
- オレたちゴチャ・まぜっ！～集まれヤンヤン～（2023年4月23日 - 2024年4月13日、MBSラジオ）※日比野がヤンヤンガールズ15期生として出演
- 昭和探求バラエティ 日本直販プレゼンツ ラフ×ラフ族（2024年4月3日 - 、ラジオ大阪）
- オレたちゴチャ・まぜっ！～集まれヤンヤン～（2024年4月20日 - 2025年4月12日、MBSラジオ）※永松がヤンヤンガールズ16期生として出演
- イマドキッ ドゥフドゥフナイト パート１（2024年6月11日 -2025年4月8日 、MBSラジオ）※日比野が出演
- 日本直販 ラフ×ラフ ラジオショッピング（2025年4月6日 -、ラジオ大阪）
- イマドキッ ドゥフドゥフナイト パート１（2025年4月15日 - 、MBSラジオ）※永松が出演
- イマドキッ ドゥフドゥフナイト パート２（2025年4月15日 - 、MBSラジオ）※日比野が出演
- オレたちゴチャ・まぜっ！～集まれヤンヤン～（2025年4月19日 - 、MBSラジオ）※夏目がヤンヤンガールズ17期生として出演

### ライブ・主催イベント
- デビューイベント（2023年3月9日、 池袋サンシャインシティ噴水広場）
- ラフ×ラフ 1stライブ（2023年4月16日、harevutai）
- 9revengeリリースライブ〜9人をもっと知ろう〜／ラフ×ラフ サマーリベンジ2023〜真夏の大逆転祭り〜（2023年8月11日、品川インターシティホール） - 2部制
- ラフ×ラフ 3rdワンマンライブ「クリぼっち大リベンジ祭り」（2023年12月24日、TFTホール1000）
- ラフ×ラフ 4thワンマンライブ「ラフ×ラフ 1st Anniversary LIVE 〜わたしアイドルになりたい〜」（2024年3月9日、GARDEN 新木場 FACTORY）
- ラフ×ラフ主催対バンイベント 2024秋の陣 メンバー争奪LIVE（ゲスト：ドラマチックレコード）」（2024年10月14日、SUPERNOVA Kawasaki）
- ラフ×ラフ主催対バンイベント 2024冬の陣 メンバー争奪LIVE（ゲスト：かすみ草とステラ）」（2024年12月7日、SUPERNOVA Kawasaki）
- ラフ×ラフpresents「アイドル天下一大喜利武道会」（2025年2月17日、ヒューリックホール東京）
- ラフ×ラフ2nd Anniversary LIVE AKO〜あかるくカワイく面白く！〜（2025年3月9日、品川インターシティホール）
- ラフ×ラフ主催対バンイベント 2025春の陣 メンバー争奪LIVE（ゲスト：UtaGe!）」（2025年5月18日、SUPERNOVA Kawasaki）
- ラフ×ラフpresents「アイドル天下一大喜利武道会〜Round2〜」（2025年7月18日、ヒューリックホール東京）

### ファンクラブ限定イベント
- クリぼっちとは言わせない！クリスマスパーティー♪（2023年12月24日、TFTホール300）
- ファンクラブ会員限定 完全無料招待イベント「※ドリンク代だけ頂戴ね！ラフ×ラフの無料・有料会員全員集合LIVE!! 〜メンバーからみなさんに聞きたい事があるのだ！〜」（2024年6月1日、SUPERNOVA Kawasaki.）
- ラフ×ラフ FCイベント2024〜Christmas Special〜（2024年12月22日、P.O.南青山ホール）
- ラフ×ラフファンクラブイベント「ラフり隊の誓い」（2025年2月11日、バトゥール東京）

### イベント
- 渋谷LOFT9 アイドル倶楽部 Vol.37（2023年2月19日、渋谷LOFT9）※夏目が出演
- Smile＆Green やっと会えたね ニッポン放送 ラジオパーク in 日比谷 2023（2023年4月23日、日比谷公園）[60]
- 歌舞伎町UP GATE↑↑（2023年5月6日、新宿LOFT他）
- mini TIF vol.87（2023年6月17日、GARDEN新木場FACTORY）※齋藤は舞台出演のため欠席
- アイふた  Vol.41（2023年6月27日、渋谷LOFT9）※永松が出演
- 超NATSUZOME（2023年7月2日、幕張海浜公園Gブロック）
- IDOL GALAXY（2023年7月9日、Lives NAGOYA/Maker's Pier内野外ステージ）
- TOKYO IDOL FESTIVAL 2023（2023年8月4-6日、お台場・青海周辺エリア）
- IDOL RUNWAY COLLECTION（2023年8月7日、国立代々木競技場第二体育館）
- アイふたVol.43（2023年8月15日、渋谷LOFT9）※佐々木が出演
- お台場冒険王2023 SUMMER SPLASH! TIF presents アイドルステージ（2023年8月20日、東京・お台場）
- @JAM EXPO 2023（2023年8月26日、横浜アリーナ）
- JAICO FES 2023（2023年9月10日、日比谷野外音楽堂）
- マスカレイド・アイドルVol.2（2023年9月23日、KANDA SQUARE HALL）
- アイドル歌会@紅葉狩りスペシャル（2023年11月2日、TheaterMixa）※齋藤が出演
- 秋葉原アイドルサーキット vol.3（2023年11月3日、神田明神ホール）※林は学業のため不参加
- ボイスコミック「ひかるイン・ザ・ライト」試写会＆舞台挨拶（2023年11月7日、アニメイトシアター）※藤崎が出演
- mini TIF vol.90（2023年11月11日、白金高輪 SELENE b2）※林は学業のため不参加
- 「考える時間をください」リリースイベント（2023年11月23日、タワーレコード錦糸町パルコ店）※林は学業のため不参加
- マスカレイド・アイドル Vol.4（2023年12月2日、KANDA SQUARE HALL）※林は学業のため不参加
- 「考える時間をください」リリースイベント（2023年12月5日、タワーレコード渋谷店）※林は学業のため不参加
- ガラフェス～日比谷野音デリシャスサンデー～（2023年12月17日、日比谷野外音楽堂）
- LEADING PREMIUM 年末感謝祭'23（2023年12月28日、duo MUSIC EXCHANGE）
- 謹賀新年！アイドル初夢ライブ supported by @ JAM（2024年1月3日、Zepp Diver City TOKYO）
- アイドル甲子園 PART 2（2024年1月4日、Spotify O-EAST）
- TIF成人式 2024 in 神田明神（2024年1月8日、神田明神ホール）※藤崎は学業のため不参加
- アイふたVol.48（2024年1月16日、渋谷LOFT9）※高梨が出演
- UP-T FESTIVAL vol.3（2024年1月27日、品川インターシティホール）
- 永松波留 オンライン生誕祭2024（2024年2月12日、SHOWROOM）
- 「クライアント」リリースイベント（2024年3月16日、ダイバーシティ東京 プラザ）
- 「クライアント」リリースイベント（2024年3月17日、新宿ルミネゼロ）
- 「KANSAI COLLECTION 2024 S/S」（2024年3月20日、京セラドーム大阪）※永松が出演
- 「HYPER PLAMO Fes 2024」（2024年3月22日、幕張メッセ 国際展示場）
- 「クライアント」リリースイベント（2024年3月23日、立川タクロス タクロス広場、錦糸町マルイ）
- 「クライアント」リリースイベント（2024年3月24日、上野マルイ 屋上イベントスペース）
- 「ミュゼプラチナムpresents超十代 -ULTRA TEENS FES-2024@TOKYO」（2024年3月28日、渋谷ヒカリエホール）
- 「NIG FES 2024」（2024年3月29日、TOKYO DOME CITY HALL）
- 「クライアント」リリースイベント（2024年3月29日、タワーレコード渋谷店）
- 「超アイドルまにあ!!!」（2024年3月30日、GARDEN 新木場 FACTORY）
- 齋藤有紗 オンライン生誕祭2024（2024年4月1日、SHOWROOM）
- 「miniちかっぱ祭ver.10.0」（2024年4月13-14日、福岡トヨタホール スカラエスパシオ）
- 「TIF学園『学園祭2024 春』」（2024年5月4日、ベルエポック美容専門学校第二校舎、WITH HARAJUKU HALL）
- 「歌舞伎町UP GATE↑↑2024」（2024年5月5日、Shinjuku BLAZE）
- 「iDOL on-line POWERED BY UtaTen 2024 Vol.05」（2024年5月6日、品川インターシティホール）
- 「ガラフェス ～鳴らせ！絆ファンファーレ～」（2024年5月12日、日比谷野外大音楽堂）
- 吉村萌南 オンライン生誕祭2024（2024年5月16日、SHOWROOM）
- 「パッパッ」リリース記念イベント（2024年6月8日、タワーレコード錦糸町パルコ店）
- 「パッパッ」リリース記念イベント（2024年6月9日、タワーレコード新宿店）
- 「パッパッ」リリース記念イベント（2024年6月15日、汐留シオサイト地下歩道）
- 「UP-T FESTIVAL Vol.4」（2024年6月16日、KANDA SQUARE HALL）
- 「『JAPAN IDOL SUPER LIVE 2024』@ CLUB CITTA'公演　初夏の大祭典編」（6月20日、川崎CLUB CHITTA'）
- 夏目涼風 オンライン生誕祭2024（2024年6月21日、SHOWROOM）
- 「パッパッ」リリース記念イベント（2024年6月22日、立川タクロス）
- 「パッパッ」リリース記念イベント（2024年6月23日、タワーレコード渋谷店）
- 横浜LOVEアイドル2023 ラフ×ラフ 吉村萌南 横浜バスツアー（2024年6月29日）
- 超NATSUZOME 2024（2024年7月7日、幕張海浜公園Gブロック）
- ZEPPIN DISCO - IDOL - Presented by TIGET（2024年7月12日、KT Zepp YOKOHAMA）
- 佐々木楓菜 オンライン生誕祭2024（2024年7月18日、SHOWROOM）
- 竹中夏海プロデュースおもカワ〜アイドルコントバトル〜（2024年7月19日、座・高円寺２）※齋藤が出演
- アイふたVol.54（2024年7月22日、渋谷LOFT9）※藤崎が出演
- 六本木アイドルフェスティバル2024（2024年7月27日、六本木ヒルズアリーナ）
- 日比野芽奈 オンライン生誕祭2024（2024年7月29日、SHOWROOM）
- TOKYO IDOL FESTIVAL 2024（2023年8月2-4日、お台場・青海周辺エリア）
- 『Coca-Cola STAGE:0 2024』全国大会グランドファイナル Day2 フォートナイト バトルロワイヤル部門（2024年8月11日、オンライン）※日比野、夏目、藤崎が出演
- お台場冒険王2024 ～人気者にアイ♡LAND～《TIF presents アイドルステージ》（2024年8月22日、東京・お台場）
- miniちかっぱ祭ver.13.0inOSAKA（2024年8月24日、大阪）
- おもカワ2024～アイドル大喜利シングルトーナメント～（2024年9月6日、座・高円寺２）※齋藤が出演
- UP-T presents かがやきフェス2024（2024年9月7-8日、金沢）
- @ JAM EXPO 2024 supported by UP-T（2024年9月14-16日、横浜アリーナ）
- @ JAM EXPO 2024 supported by UP-T アイドル大運動会（2024年9月14-16日、横浜デジタルアーツ専門学校）
- 高梨結 オンライン生誕祭2024（2024年9月20日、SHOWROOM）
- STARRZ TOKYO（2024年9月27日、きゅりあん(品川区立総合区民会館））
- 〜JAPAN ARTIST FESTIVAL〜 Supported by TIGET（2024年10月5日、ジャパンパビリオン）
- #LARME fes vol.1（2024年10月6日、豊洲PIT）
- miniTIF vol.100『mini TIF 100回記念SP!! 3DAYS』（2024年10月12日、GARDEN新木場FACTRORY）
- 「超めっちゃ”キュン”でしょ？」リリース記念イベント（2024年10月19日、HMV&BOOKS SHIBUYA）
- 「超めっちゃ”キュン”でしょ？」リリース記念イベント（2024年10月19日、タワーレコード横浜ビブレ店）
- 「超めっちゃ”キュン”でしょ？」リリース記念イベント（2024年10月20日、SHIBUYA SCRAMBLE S S-LABO）
- 「超めっちゃ”キュン”でしょ？」リリース記念イベント（2024年10月26日、ららぽーと富士見@埼玉県富士見市）
- 明星大学学園祭（星友祭2024）（2024年11月3日、明星大学）
- サガン鳥栖vs横浜F・マリノス戦『日本直販SPECIAL DAY!! Presented by GIGWorks』（2024年11月9日、駅前不動産スタジアム）
- 「超めっちゃ”キュン”でしょ？」リリース記念イベント（2024年11月10日、タワーレコード福岡パルコ店）
- 「超めっちゃ”キュン”でしょ？」リリース記念イベント（2024年11月16日、タワーレコード渋谷店）
- 「超めっちゃ”キュン”でしょ？」リリース記念イベント（2024年11月17日、タワーレコード新宿店）
- 「超めっちゃ”キュン”でしょ？」リリース記念イベント（2024年11月23日、タワーレコードららぽーと立川立飛店）
- 「超めっちゃ”キュン”でしょ？」リリース記念イベント（2024年11月24日、タワーレコード錦糸町パルコ店）
- 「超めっちゃ”キュン”でしょ？」リリース記念イベント（2024年12月6日、汐留シオサイト）
- 「超めっちゃ”キュン”でしょ？」リリース記念イベント（2024年12月8日、イオンモール幕張新都心）
- UP-T FESTIVAL SUPER 2024（2024年12月15日、SHINAGAWA STELLAR BALL）
- ラフ×ラフ フリーLIVE（2024年12月22日、P.O.南青山ホール）
- 「超めっちゃ"キュン"でしょ？」Amazon購入者限定リリースイベント』（１部、２部）（2024年12月22日、P.O.南青山ホール）
- アイドル歌会 2024大忘年会（2024年12月26日、Theater Mixa）※齋藤が出演
- 謹賀新年！アイドル初夢ライブ 2025（2025年1月3日、Zepp DiverCity（TOKYO） / ダイバーシティ東京 プラザ フェスティバル広場）
- ニューイヤーだよ！六本木アイドルフェスティバル（2025年1月4日、EXシアター六本木）
- ONE AND ONLY Vol.9（2025年1月13日、HIKOSEN THEATER）
- アイふた vol.60（2025年1月16日、渋谷LOFT9）※吉村が出演
- 『JAPAN IDOL SUPER LIVE 2025』NEW YEAR FESTIVAL編（2025年1月30日、KT Zepp Yokohama）
- HBCアイドル祭り2025『なまらしばれる アイドルMonday！in Zepp Sapporo』（2025年2月10日、Zepp Sapporo）
- mini TIF in HOKKAIDO（2025年2月10日、さっぽろ雪まつりSP野外ステージ）
- @ JAM the Field vol.27（2025年2月24日、白金高輪SELENE b2）
- 『ラフ×ラフ』×『岩下の新生姜ミュージアム』ミニライブ～イワシカちゃんコラボステージ～（2025年3月1日、岩下の新生姜ミュージアム）
- CREATEs presents IDOL RUNWAY COLLECTION 2025 Supported by TGC（2025年3月2日、国立代々木競技場 第一体育館）※日比野が出演
- 創作懇談会#16 〜雑談が始まる〜（2025年3月12日、下北スラッシュ）※齋藤が出演
- UPDATE EARTH 2025 ミライMATSURI＠丸の内 オープニング（2025年3月15日、Deloitte Tohmatsu Innovation Park）※日比野が出演
- ラーメンWalkerキッチン『なるめん』 ×『BSノブロック』SPコラボのカツカレーラーメン（2025年3月19、24日、ところざわサクラタウン）※日比野がスペシャルサポーターとして登場
- 永松波留 生誕祭2025（2025年3月21日、ジールシアター東京）※永松が出演
- 齋藤有紗 生誕祭2025（2025年3月21日、ジールシアター東京）※齋藤が出演（ゲスト：佐藤佳奈子）
- 「君ときゅんと♡」リリース記念イベント（2025年3月29日、ヴィレッジヴァンガード渋谷本店 B2F イベントスペース）
- 「君ときゅんと♡」リリース記念イベント（2025年3月29日、錦糸町マルイ 1F 店頭特設ステージ）
- NIG FES 2025（20254月3日、豊洲PIT）
- 「君ときゅんと♡」リリース記念イベント（2025年4月5日、ステラタウン大宮 1F メローペ広場）
- 「JAPAN IDOL SUPER LIVE 2025」ULTRA FES@豊洲PIT編（2025年4月8日、豊洲PIT）
- スターアイドルサミット vol.2」（2025年4月13日、新宿LUMINE0）
- 「君ときゅんと♡」リリース記念イベント（ららぽーと立川立飛 2F イベント広場）
- 「menu」x「ラーメンWalker」コラボ「デリ麺プロジェクト」発表会（2025年4月24日）※日比野が出演
- 大阪・関西万博「ジャパン エクスポ パリ イン 大阪」（2025年4月26日、EXPOメッセ「WASSE」）
- UP-T FESTIVAL vol.5（2025年4月29日、大手町三井ホール）
- UP-T×AKB48 Group Special Live 1部 Secretイベント「UP-T 新CM発表会見」（2025年4月30日、ヒューリックホール東京）
- UP-T×AKB48 Group Special Live（2025年4月30日、ヒューリックホール東京）

### 舞台
- シベリア少女鉄道 vol.36「当然の結末」（2023年6月17-25日、東京・俳優座劇場）※齋藤が出演
- TOKYO COL-CUL COMEDY~BLUE~（2024年9月19-22日、東京カルチャーカルチャー）※齋藤が出演
- シベリアクラシックアーカイブス「君がくれたラブストーリー2024」（2024年10月30日 - 11月10日、東京・赤坂RED/THEATER / 11月30日 - 12月1日、三重・三重県文化会館）※齋藤が出演[61]
- 劇団星乃企画第15回公演「休戦が始まる」（1月24-26日、高田馬場ラビネスト）※齋藤が出演

## 書籍

### 雑誌
- FLASHスペシャル グラビアBEST（光文社）
  - 2023年新年「トップアイドル総登場」号（2022年12月22日）[62]
  - 2023年春「水着総登場」号（2023年3月31日）
- 週刊プレイボーイ（集英社）
  - 2023年1/30号（2023年1月16日）
  - 2023年34・35号（2023年8月7日）※高梨ソロ水着グラビア
- B.L.T.（東京ニュース通信社）
  - 2023年3月号（2023年1月27日）[63]
- BUBUKA（白夜書房）
  - 2023年3月号（2023年1月31日）
- BOMB（ワン・パブリッシング）
  - 2023年3月号（2023年2月9日）
- EX大衆（双葉社）
  - 2023年3月号（2023年2月15日）
- Top Yell NEO 2023 SPRING （Top Yell NEO 編集部、2023年3月31日）
- MARQUEE（星雲社）
  - Vol.149（2023年2月22日）
- 横浜LOVEWalker 2023（角川アスキー総合研究所、2023年5月22日）※吉村の記事が掲載
- グラビアプレス（グラビアプレス編集部）
  - Vol.6（2023年8月17日）※日比野と夏目の記事が掲載
  - Vol.7（2023年12月14日）※日比野と吉村の記事が掲載
- Top Yell NEO 2023 AUTUM （Top Yell NEO 編集部、2023年10月2日）※齋藤の記事が掲載
- ラーメンWalker神奈川2024 ラーメンウォーカームック（KADOKAWA、2023年10月24日）※吉村の記事が掲載
- Top Yell NEO 2023~2024（Top Yell NEO 編集部、2023年12月28日）※佐々木の記事が掲載
- LARME（LARME）
  - LARME59（2023年12月15日）※日比野の記事が掲載
  - LARME60（2024年3月18日）※日比野の記事が掲載
  - LARME61（2024年6月17日）※日比野の記事が掲載
  - LARME62（2024年9月17日）※日比野の記事が掲載
  - LARME63（2024年12月17日）
- 月間エンタメ８月号（2024年6月28日）※齋藤の記事が掲載
- Top Yell NEO 2024 AUTUMN（Top Yell NEO 編集部、2024年9月30日）※永松の記事が掲載
- 月刊わんこvol.15（2025年2月15日）※日比野の記事が掲載

## お笑い賞レースでの戦績
- R-1グランプリ
  - 2023年 1回戦敗退[64]（齋藤有紗）
  - 2024年 1回戦敗退[65]（齋藤有紗）

- 女芸人No.1決定戦 THE W
  - 2023年 2回戦進出[66]（齋藤有紗）
  - 2024年 2回戦進出[67]（齋藤有紗が佐藤佳奈子とのコンビ「お気に召せて」として参加）

- M-1グランプリ
  - 2024年 1回戦敗退[68]（お気に召せて）